# Cryptochironomus jokaprimus
Cryptochironomus jokaprimus är en tvåvingeart som beskrevs av Sasa och Kazuo Ogata 1999. Cryptochironomus jokaprimus ingår i släktet Cryptochironomus och familjen fjädermyggor. Inga underarter finns listade i Catalogue of Life.